# Microspizias
Microspizias är ett släkte inom familjen hökar (Accipitridae). Släktet omfattar två mycket små hökarter som förekommer i Central– och Sydamerika:
- Pygméhök (Microspizias superciliosus)
- Halsbandshök (Microspizias collaris)

Traditionellt har pygméhöken placerats i det stora släktet Accipiter. Både osteologiska studier och DNA-studier visar dock att den endast är avlägset släkt med övriga arter i Accipiter. Den har därför tillsammans med sin förmodade systerart halsbandshöken lyfts ut till ett eget släkte.